# سردار بردی‌محمداف
سردار قربان‌قلیویچ بردی‌محمداف (روسی: Сердар Курбанкулиевич Бердымухаметов، آوانگاری Serdar Kurbankuliyevich Berdymukhametov؛ زادهٔ ۲۲ سپتامبر ۱۹۸۱) سیاستمدار اهل ترکمنستان و از ۱۹ مارس ۲۰۲۲ سومین رئیس‌جمهور این کشور است.

## زندگی‌نامه[۳]
سردار بردی محمداف در ۲۲ سپتامبر ۱۹۸۱ (۳۱ شهریور ۱۳۶۰) در عشق آباد به دنیا آمد. وی در سال ۲۰۰۱ از دانشگاه کشاورزی ترکمنستان در رشته مهندسی فرآیند فارغ التحصیل شد. تقریباً در همان زمان، پدرش قربانقلی بردی محمداف فعالیت سیاسی خود را آغاز کرد. بردی محمداف پدر شرایط مساعدی را برای آشنایی پسرش با تمام سطوح سیاست و ابعاد خدمات عمومی ایجاد کرد.
در سالهای ۲۰۰۸-۲۰۱۱ سردار بردی محمداف به عنوان وزیر مشاور در سفارت ترکمنستان در فدراسیون روسیه خدمت کرد و همزمان از آکادمی دیپلماتیک وزارت خارجه روسیه در رشته روابط بین الملل فارغ التحصیل شد. در ۲۰۱۱-۲۰۱۳ سردار بردی محمداف به عنوان مشاور در نمایندگی دائم ترکمنستان در سازمان ملل در ژنو کار می کرد و در آنجا دانشجوی مرکز سیاست امنیتی ژنو با مدرک امنیت اروپایی و بین المللی بود. سردار بردی محمداف پس از بازگشت از سوئیس به ریاست بخش کشورهای اروپایی وزارت امور خارجه ترکمنستان رسید و به این ترتیب بر روابط ترکمنستان با سراسر اروپا نظارت کرد.
با انتخاب سردار در سال ۲۰۱۶ به نمایندگی مجلس ترکمنستان از ولایت آخال، وی رسما وارد صحنه مناسبات سیاست داخلی ترکمنستان شد؛ آغازی که با ریاست وی بر کمیته قانون‌گذاری در سال بعدش همراه بود.
در سال ۲۰۱۶–۲۰۱۷ سردار بردی محمداف رئیس اداره اطلاعات بین المللی وزارت امور خارجه ترکمنستان بود و در سال ۲۰۱۸ معاون وزیر امور خارجه ترکمنستان شد و تا ابتدای سال ۲۰۱۹ این سمت را برعهده داشت.
با آغاز سال ۲۰۱۹ بردی‌ محمداف از وزارت امور خارجه به فرمانداری استان آخال رفت و ابتدا به مدت شش ماه در معاونت فرمانداری فعالیت کرد و پس از آن به مدت هشت ماه، فرماندار استان آخال شد. با پایان ماموریت سردار در فرمانداری آخال، وی با سمت وزارت صنعت و مواد ساختمانی به دولت بازگشت و به مدت یک سال این سمت را برعهده داشت. پس از آن به مدت چند ماه معاون نوآوری و دیجیتال سازی هیئت وزیران بود و سپس به عنوان یکی از معاونان نخست وزیری، مشغول فعالیت شد و به موازات معاونت نخست وزیری، به عضویت شورای امنیت دولتی ترکمنستان درآمد.
با کناره‌گیری بردی محمداف پدر از صحنه ریاست جمهوری در ابتدای سال ۲۰۲۲، بردی‌ محمداف پسر طی انتخاباتی زودهنگام در مارس ۲۰۲۲، با کسب حدود ۷۳ درصد آرای مردمی، اکثریت آرا را کسب و به‌عنوان سومین رئیس جمهوری کشور ترکمنستان انتخاب و منصوب شد و از آن زمان تاکنون، این سمت را عهده‌دار بوده است.